# 라토나땃쥐
라토나땃쥐(Crocidura latona)는 땃쥐과에 속하는 포유류의 일종이다. 콩고민주공화국의 토착종이다. 자연서식지는 아열대 또는 열대 기후 지역의 습윤 저지대 숲이다.